# Kent Hovind

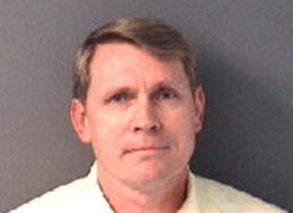
Kent Hovind (2006)

Kent Hovind (* 15. Januar 1953 in Pensacola, Florida) ist ein US-amerikanischer Vertreter des christlich-fundamentalistischen Junge-Erde-Kreationismus.

## Leben
Hovinds Bekehrung erfolgte am 9. Februar 1969. Er schloss die East Peoria High School 1971 ab und 1974 erhielt er einen Bachelor-Grad in „Religiöser Erziehung“ vom nicht akkreditierten Midwestern Baptist College. Hovind ist verheiratet und hat drei Kinder sowie fünf Enkel.
Von 1975 bis 1988 war er als Pastor und Lehrer an privaten baptistischen Schulen tätig. 1989 rief er Creation Science Evangelism ins Leben.
Mit dem Boom des Internets erstellte Hovind seine Website www.drdino.com und begann, Videos, Bücher und Nachbildungen von Fossilien anzubieten. Zu Beginn seiner Tätigkeit waren seine Videos nicht mit einem Kopierschutz versehen. Der Erfolg seiner Arbeit führte zu Popularität und vielen öffentlichen Vorträgen mit teils Hunderten bis Tausenden von Zuschauern. Laut eigenen Angaben hielt er jedes Jahr in Hunderten von Kirchen, Schulen und anderen Plätzen Vorträge. Sein Sohn Eric begann vor einiger Zeit ähnliche Veranstaltungen abzuhalten.
Am 2. November 2006 wurde Hovind von einem Bundesgericht in Pensacola, Florida in 58 Fällen der Steuerhinterziehung und Nichtabführung von Sozialabgaben für schuldig befunden und zu zehn Jahren Gefängnisstrafe verurteilt. Er wurde im Juli 2015 aus der Haft entlassen. Am 21. Oktober 2014 wurde Hovind vor einer Grand Jury eines Bundesgerichtes in Pensacola, Florida, wegen zweifachem versuchten Postbetruges angeklagt. Hovind plädierte auf nicht schuldig. Der Prozess sollte ursprünglich am 1. Dezember 2014 stattfinden, wurde aber auf den 9. Februar 2015 verlegt. Mittlerweile ist Hovind wieder auf freiem Fuß.
Kent und seine Frau Jo ließen sich 2016 scheiden. Im September 2021 wurde Hovind wegen häuslicher Gewalt gegen seine geschiedene Frau verurteilt.

## Ablehnung der Evolutionstheorie
Kent Hovind bietet einen großen Geldbetrag für den Beweis, dass die Evolutionstheorie eine überprüfbare Tatsache ist:
„Ich biete $ 250.000 jedem, der einen empirischen Beweis für die Evolution geben kann. Mein Angebot soll demonstrieren, dass die Hypothese der Evolution nicht besser ist als ein religiöser Glaube.“
Seine Argumente werden aber nicht von allen Befürwortern des Kreationismus geteilt. Die Organisation Answers in Genesis hält einen Teil seiner Argumentation für veraltet und schließlich seine 250.000-$-Herausforderung für kontraproduktiv. In einer Präzisierung zu seiner Herausforderung erwähnte er, dass der empirische Beweis der Evolution „ohne jeden vernünftigen Zweifel“ (without any reasonable doubt) erfolgen müsse.
Was Kent Hovind unter Evolution versteht, erklärt er damit:
Wenn ich das Wort „Evolution“ benutze, dann beziehe ich mich nicht auf die kleineren Veränderungen, die innerhalb der verschiedenen Gattungen gefunden werden (Mikroevolution). Ich beziehe mich auf die generelle Theorie der Evolution, welche glaubt, dass folgende fünf größere Ereignisse ohne göttlichen Eingriff stattfanden:
1. Zeit, Raum und Materie entstanden von selbst.
2. Planeten und Sterne bildeten sich aus Weltraum-Staub.
3. Materie erzeugte das Leben von selbst.
4. Frühe Lebensformen haben gelernt, sich selber zu reproduzieren.
5. Größere Veränderungen geschahen zwischen den diversen Lebensformen (d. h. Fische verwandelten sich in Amphibien, Amphibien verwandelten sich in Reptilien, und Reptilien veränderten sich in Vögel oder Säugetiere).
Hovind versteht also die Evolutionstheorie in einem viel weiteren Sinn, als es allgemein üblich ist, denn im Allgemeinen wird damit nur die von Charles Darwin begründete Theorie bezeichnet: Die Veränderung der Lebensformen als Wirkung von Mutation und Selektion. Der stillschweigende Einbezug der Entstehung von Raum, Planeten und des Lebens führt daher schnell zu Missverständnissen über die Reichweite der Behauptungen, für die Hovind einen Beweis verlangt.
Vor allem die Forderung nach Beweisen dafür, dass ein Gott nicht in diese Prozesse eingegriffen haben könnte und die genannten Entstehungsprozesse die einzig möglichen sind, machen eine Erfüllung des Verlangten unmöglich.
John Pieret, ein Kritiker Hovinds, geht davon aus, dass dieser seine 250.000 Dollar behalten wird – bereits seine Forderung nach einem Beweis greife auf ein sehr oberflächliches Verständnis von der Methodik der wissenschaftlichen Forschung zurück, denn wissenschaftliche Theorien können zwar falsifiziert, aber prinzipiell nicht bewiesen werden (siehe Induktionsproblem). Sein Angebot sei daher mehr als PR-Gag zu verstehen.

## Doktorgrad
Kent Hovind verfasste seine „Doktorarbeit“ in „Christlicher Erziehung“ mit dem Titel The Effects of Teaching Evolution on the Students in our Public School System („Die Auswirkungen des Evolutionstheorie-Unterrichts auf die Schüler in unseren öffentlichen Schulen“) an der Korrespondenz-Universität Patriot Bible University, das Studium dafür dauerte vier Wochen. Die Arbeit ist nicht ordentlich publiziert worden, denn sie kann über Universitätsbibliotheken nicht eingesehen oder bestellt werden. Dies widerspricht der Norm, denn Forschungsarbeiten sollen anderen Wissenschaftlern sowie Studenten zugänglich sein. Mehrmaligen Nachfragen von Kritikern, seine Arbeit zu übersenden, ist Hovind nicht nachgekommen. Seine Befürworter argumentieren, dass die Arbeit, die angeblich auf 250 Seiten erweitert worden ist, noch weiter überarbeitet wird, bevor sie endgültig in Buchform erscheint. Dies widerspricht grundsätzlich der akademischen Tradition, die ein nachträgliches Verändern angenommener wissenschaftlicher Arbeiten untersagt.
Die Chemikerin Karen Bartelt erhielt die ursprüngliche, 101 Seiten lange Arbeit Hovinds von seiner damaligen Universität. Ihr Urteil war, dass Hovinds Dissertation keinesfalls den Namen „Doktorarbeit“ verdiene – denn fast sämtliche Kriterien, die an wissenschaftliche Werke gestellt werden, seien nicht erfüllt: Anstatt über die Beziehung zwischen der Lehre der Evolutionstheorie und der Schule zu schreiben, fülle er seine Arbeit mit längst widerlegter Kritik an der anerkannten Theorie (z. B. William Paley); und er ziehe sogar Parallelen zwischen dem Darwinismus und der NS-Ideologie, “Evolution theory […] it’s a foundation for humanism, racism, nazism, communism and a new world order.” (Kent Hovind: Preview-Video: Public School Presentation – Part 5, The Dangers of Evolution [Gesprochen zwischen Einblendungen einer wehenden Naziflagge und rollenden Panzern.]) Formulierungen und Rechtschreibung entsprächen nicht einmal dem Niveau eines College-Abgängers. Als wichtigster Kritikpunkt gilt, dass die Arbeit überhaupt kein neues Wissen geschaffen habe. Die Vermutung liegt nahe, dass die Patriot Bible University eine Briefkastenuniversität (englisch diploma mill) ist. Im Dezember 2009 veröffentlichte Wikileaks die gleiche Fassung von Hovinds Arbeit, was zu weiteren negativen Äußerungen, nicht zuletzt einem etwas scherzhaften Peer-Review-Prozess, über die angebliche Doktorarbeit führte.

## Dinosaur Adventure Land
Zwischen 2001 und 2009 betrieb Hovind einen Erlebnispark namens Dinosaur Adventure Land in Pensacola, Florida. Der Park zeigte den Besuchern, dass Menschen und Dinosaurier in den Jahren 4000–0 vor Christus zusammen gelebt hätten. Der Park musste 2009 wegen Hovinds Steuervergehen bis auf Weiteres geschlossen werden. 2018 eröffnete er einen Dinosaurier-Park im US-Bundesstaat Alabama.